# 小行星1941
小行星1941（1941 Wild）是一颗围绕太阳公转的小行星。1931年10月6日，卡爾·威廉·萊茵姆特在海德堡发现了此天体。
該小行星以瑞士天文學家保羅·維爾特命名。
这颗小行星的绝对星等为302.86667025等。